# Акрополь Ліндоса
Акрополь Ліндоса (грец. Ακρόπολη της Λίνδου) — древній акрополь, розташований в м. Ліндос, Греція.

## Історія
Акрополь Ліндоса містить відоме в античності святилище Афіни та середньовічний замок лицарів чернечого ордену госпітальєрів. Ймовірно, що акрополь використовувався в оборонних цілях ще в часи Троянської війни, як і надалі в античні часи, час римського, візантійського правління та час володіння островам госпітальєрами.
Згідно давньогрецької міфології, коли Данай покинув Єгипет зі своїми дочками, він відплив до Ліндоса, де його тепло прийняли жителі. Він був тим, хто збудував храм Афіни та присвятив їй статую, перш ніж приплив до Аргоса. Невідомо точно, коли був споруджений початковий храм. Перші монументальні споруди акрополя, такі як храм Афіни були побудовані в VI ст. до н. е. за тирана Клеобула та завершений приблизно до 300 року до н. е. У цей же період був запроваджений культ Зевса, хоча Афіна залишалася головним божеством святилища.
В елліністичні та римські часи храм розбудовувався. Так у римський період священник Аглохартос посадив на території храму оливкові дерева. Також зберігся римський храм, присвячений імператору Діоклетіану. В період Родоської держави акрополь було розбудовано, зокрема побудовані сходи, пропілеї, стіни.
Збережений донині храм побудований в дорійському стилі у другій половині IV століття до н. е. або в ранньому елліністичному періоді, замсть храму Клеобула, який згорів у 392 р. до н. е. Відповідно до літопису Ліндоса, в храмі була статуя богині Афіни, схожа на статую Афіни Парфенос роботи Фідія в Парфеноні.
Під час розбудови храми, які були в акрополі, з розвитком християнства перетворювались в християнські, або будувались нові. Наприклад церква Святого Івана — це будівля XIII—XIV століття, яка вважається побудованою на руїнах церкви V століття нашої ери.

## Замок
У середні віки античний комплекс використовувався у якості фортеці, а стіни якої постійно посилювалися, особливо в роки правління госпітальєрів (1309—1522). Замок розташований на вершині акрополя, а його стіни завдовжки 508 м повторюють природній рельєф.
Замок був побудований до 1317 року на фундаменті старих візантійських укріплень. П'ятикутна вежа з південної сторони охороняла гавань та дорогу з півдня острова. На сході фортеці стояла велика кругла башта, що обороняла берег з боку моря, а також ще дві башти. До сьогодні збереглась лише по одній з башт на західному і у південно-західному кутах замку. Замок також використовувався османами під чаз захоплення частини Греції в оборонних цілях.

## Дослідження
На початку XX ст. данські археологи Кінч та Блінкенберг проводили дослідження на південному Родосі та цитаделі Ліндоса. Їхні знахідки були передані і експонуються в Копенгагенському музеї. Після окупації Родосу Королівством Італії (у 1912—1945 роках) італійські археологи проводили дослідження по всьому Родосу. У цитаделі Ліндос дослідження не було результативним за кількістю знахідок, але, визнаючи важливість місця, вони розпочали реставраційні робіт. Продовження цих робіт було здійснено грецькою археологічною службою з 1948 року, після офіційного включення Додеканесу до складу Грецького королівства.

## Фотогалерея

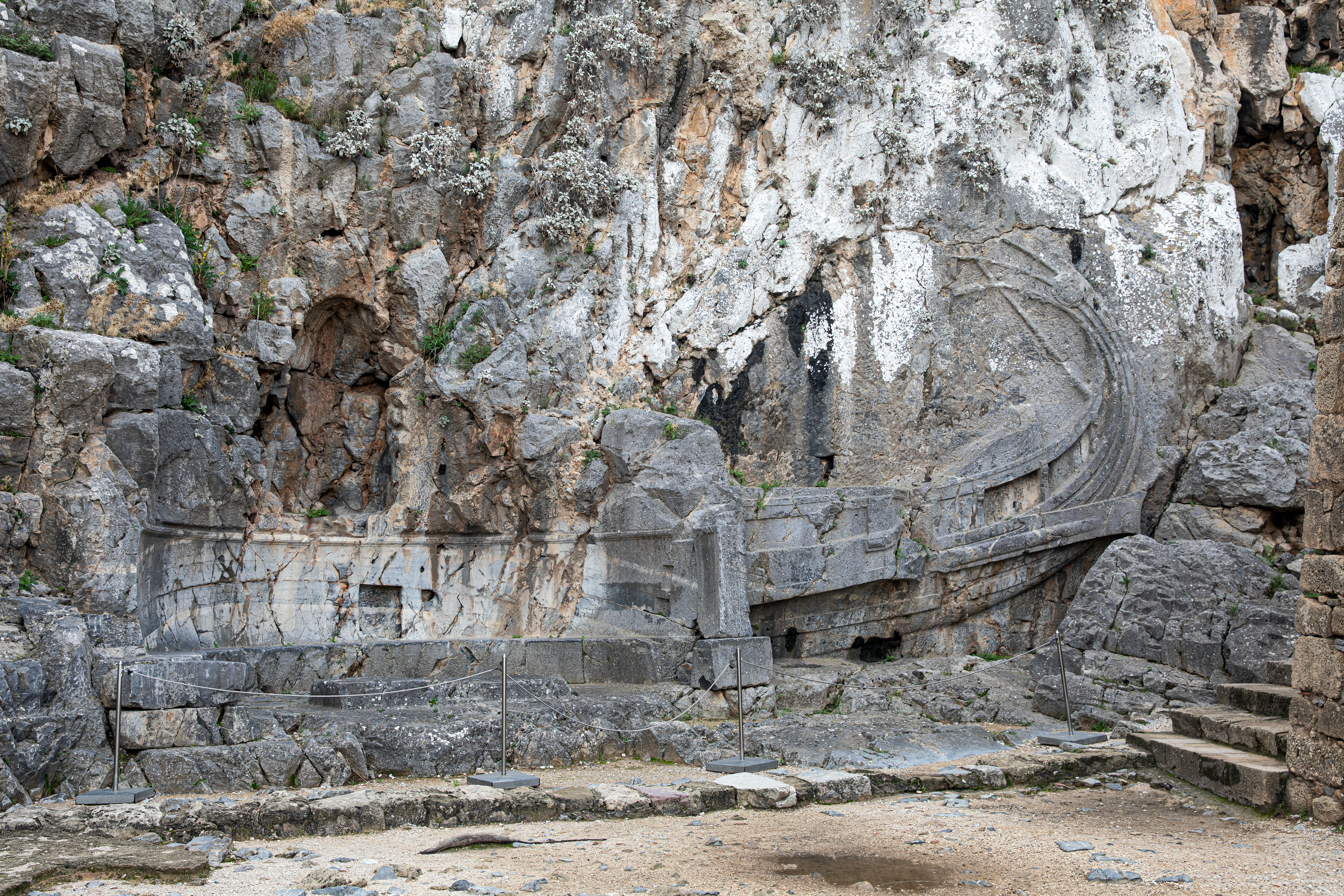
Зображення грецької бойової галери
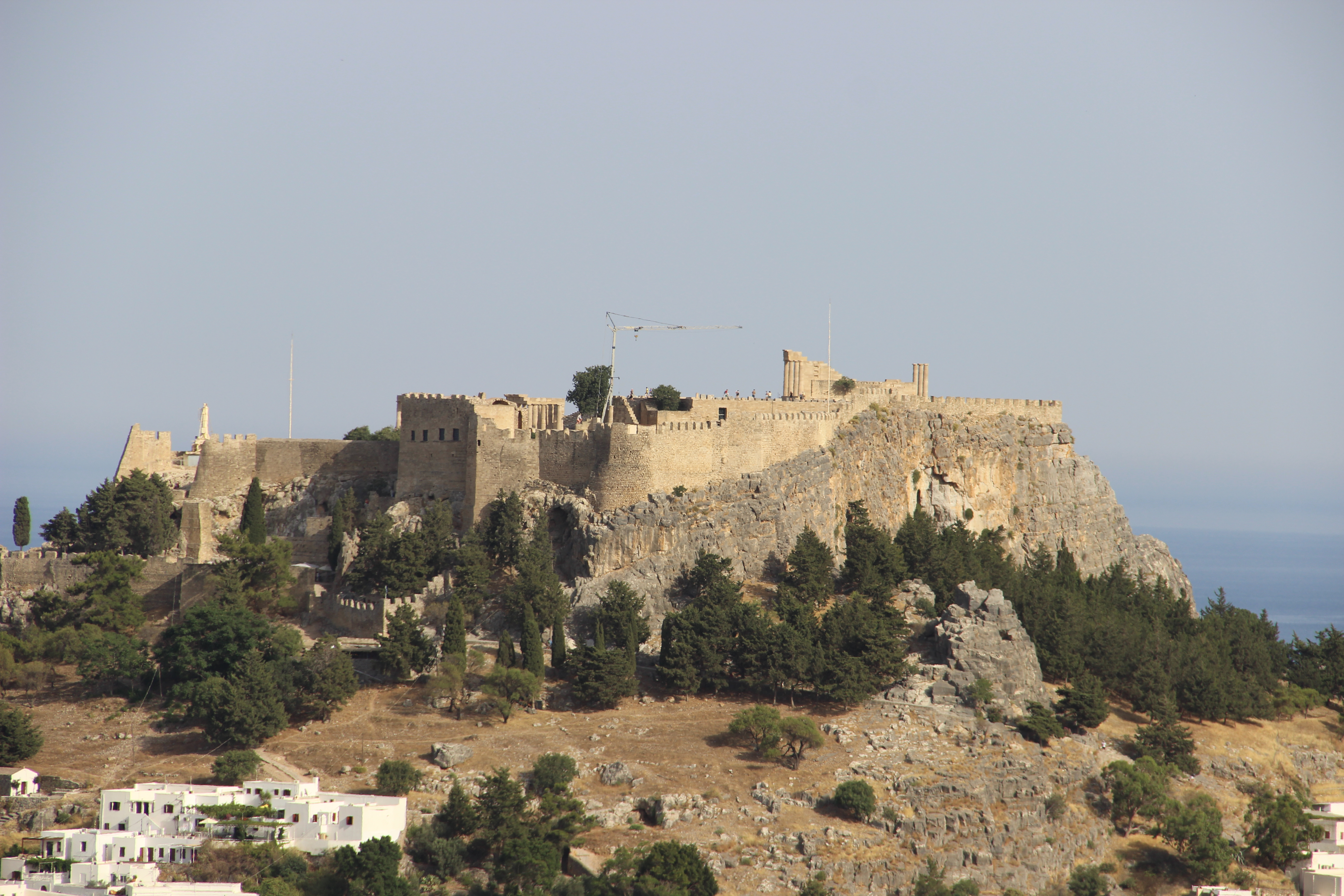
Акрополь
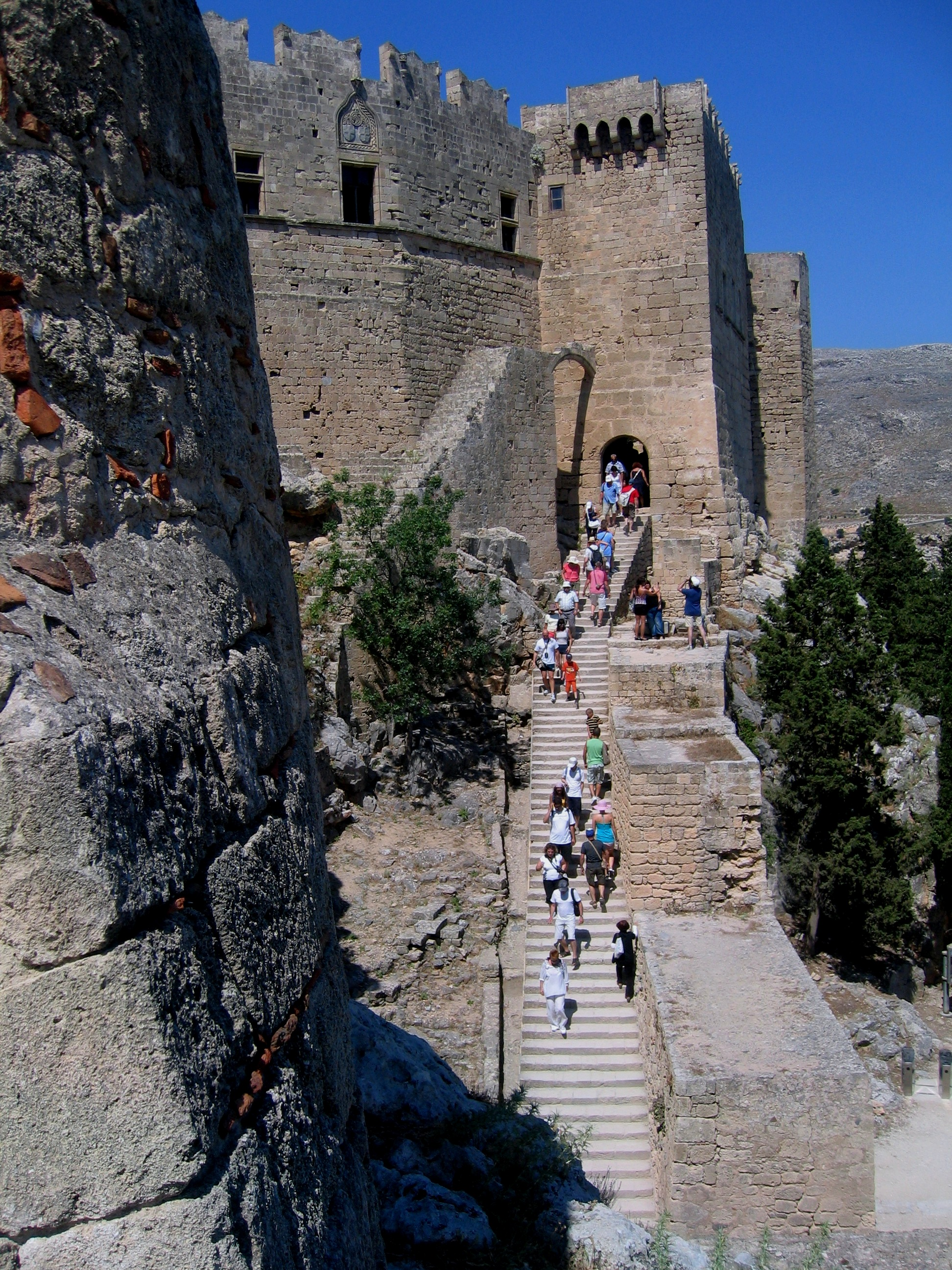
Вхід в фортецю
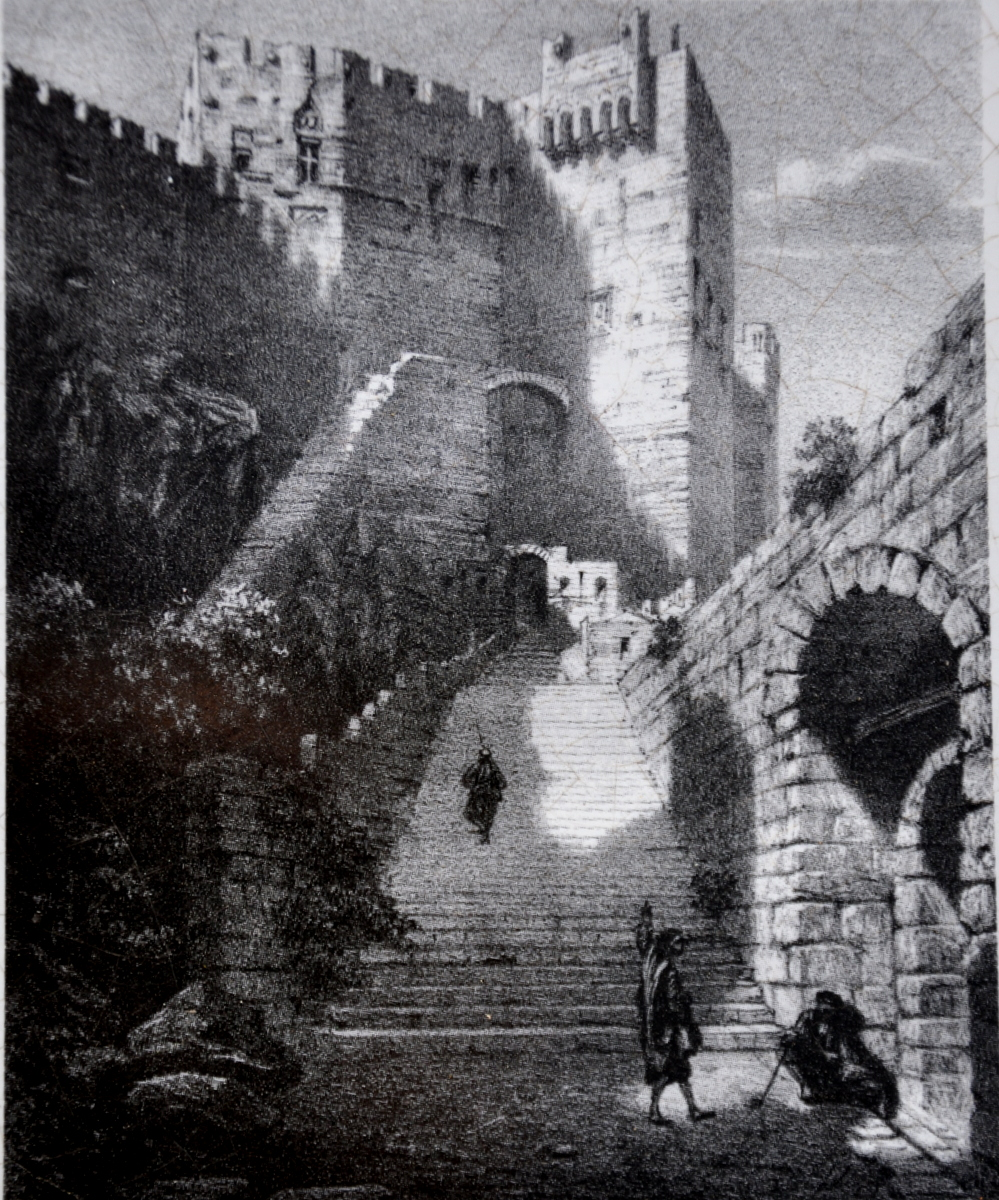
Зображення фортеці на малюнку XIX ст
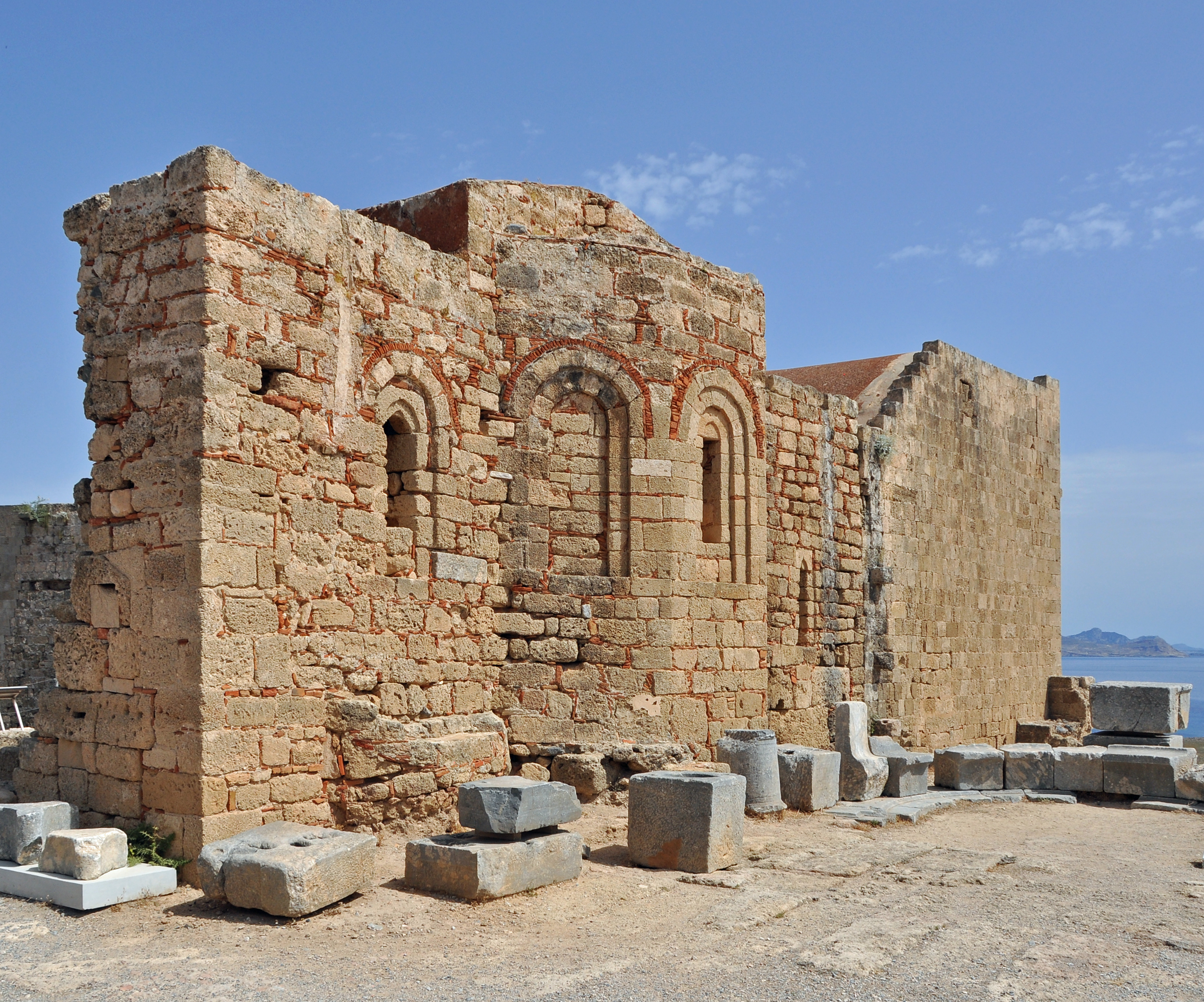
Руїни церкви Святого Івана
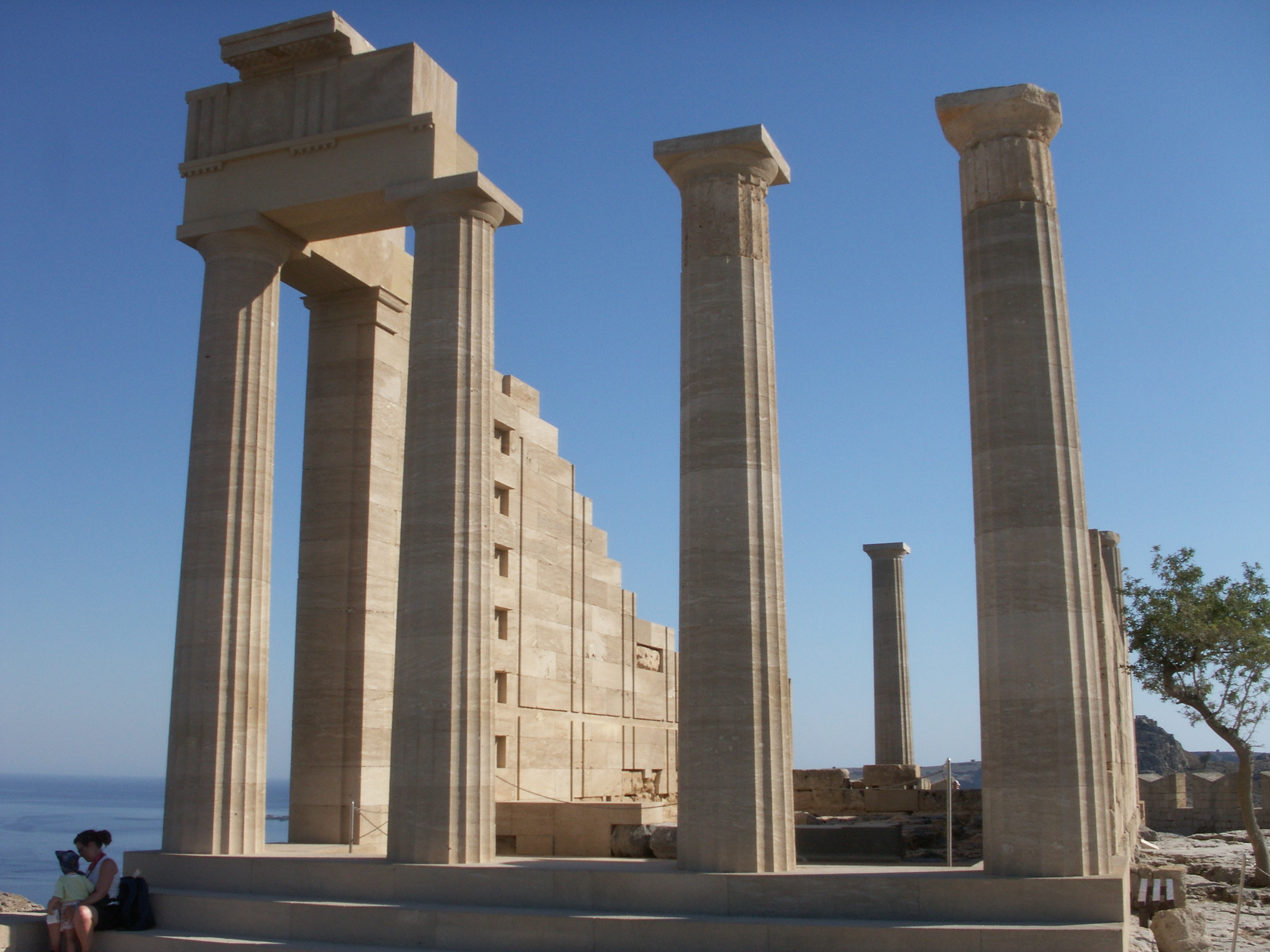
Руїни античного храму